# Brachyotum lycopodioides
Brachyotum lycopodioides är en tvåhjärtbladig växtart som beskrevs av José Jéronimo Triana. Brachyotum lycopodioides ingår i släktet Brachyotum och familjen Melastomataceae.
Artens utbredningsområde är Peru. Inga underarter finns listade i Catalogue of Life.